# Seamiew Records Sampler 1
Seamiew Records Sampler 1 is een compilatie van bands van het Nederlandse nu-metallabel Seamiew Records. Het album bevat 8 liedjes van 4 bands.

## Tracklist
- 1. Mindstab - Counter Clockwise (van het album "Say Anything...")
- 2. End Of April - Deepend (van de EP "Divided By Numbers")
- 3. Gazzoleen - Backup (van het album "Tiny Bears")
- 4. Dreadlock Pussy - Ever Decreasing Circles (van het album "Tsumi")
- 5. Dreadlock Pussy - Akemi (live)
- 6. Gazzoleen - Jellie-Fish (Very Unhappy New 2003 Remix)
- 7. End Of April - Words 'n Wrists (pre-mix)
- 8. Mindstab - Digger (demo)

## Varia
- De bands staan bij de eerste vier nummers op volgorde van nieuwste tot oudste getekende band, bij de laatste vier van oudste tot nieuwste getekende band.
- Het liedje Akemi komt van het Dreadlock Pussy-album Tsumi en wordt volledig in het Japans gezongen.
- Jelly-Fish (Very Unhappy New 2003 Remix) verscheen ook op de B-kant van de Gazzoleen-single Filter en op het album Tiny Bears The Night Edition.
- Een nieuw gemixte versie van het nummer Words 'n Wrists is te vinden op het End Of April-album If I Had A Bullet For Everyone...